# Radżm Damusz
Mustafa Bin Ibrahim (arab. رجم دموش; fr. Redjem Demouche)  – jedna z 52 gmin w prowincji Sidi Bu-l-Abbas, w Algierii, znajdująca się w zachodniej  części prowincji, około 87 km na południe od Sidi Bu-l-Abbas. W 2008 roku gminę zamieszkiwało 2676 osób. Numer statystyczny gminy w Office National des Statistiques d'Algérie to 2250.